# 하이리빙
하이리빙(영어: Hiliving)는 대한민국의 생활용품 제조/유통사를 말한다. 제조한 상품을 총판,매체광고,도매,소매,마트를 통하여 판매하지 않고 무자본, 무점포로 소비자에게 직접 광고, 판매하는데 당초 진로그룹 계열이었으나 1997년 7월 드원창업투자 등에 매각되어 진로그룹에서 분리됐으며 이 과정에서 현재의 상호명으로 바뀌었다.